# Idioma mazahua
La lengua mazahua es una lengua que se habla en el centro de México. Sus hablantes denominan a la lengua con el nombre de jñatrjo, con el que también se designan a sí mismos los mazahuas. Este último es un etnónimo náhuatl que significa «gente que posee venados» (maza[tl]- ‘venado’ y -hua [posesivo]).
El idioma mazahua pertenece al grupo lingüístico otopameano de la familia otomangue. Junto con otras sesenta y dos lenguas, el mazahua es reconocido como lengua nacional en México, con la misma validez que el idioma español en todo su territorio. Los mazahuas tienen un alto grado de bilingüismo con el idioma español y se concentran principalmente entre los bosques del Estado de México y de Michoacán, en el valle de Ixtlahuaca a 36 km de la ciudad de Toluca, Estado de México, especialmente en el municipio de San Felipe del Progreso. Sin embargo, también existen núcleos importantes de hablantes de esta lengua en la ciudad de Toluca, la ciudad de Zitácuaro, la Ciudad de México y en la ciudad de Torreón, entidad en la que conforman la sexta comunidad lingüística después de los hablantes de español, náhuatl, otomí, mixteco y zapoteco.
Las lenguas más cercanas al mazahua son la otomí, matlatzinca y el tlahuica, lenguas con las que forma el grupo otopameano. El mazahua es una lengua tonal, y distingue tonos alto, bajo y descendente en cualquier sílaba, excepto en la última.

## Descripción lingüística
El mazahua tiene una fonología y una morfología bastante complejas. La complejidad de la fonología se traduce en el elevado número de segmentos fonémicos, mientras que la complejidad morfológica se da especialmente en el verbo.
El inventario consonántico del mazahua viene dado por:
|           | Bilabial | Bilabial | Bilabial | Alveolar | Alveolar | Alveolar | Palatal | Palatal | Palatal | Velar | Velar | Velar | Labio- velar | Labio- velar | Labio- velar | Glotal | Glotal | Glotal |
| aspir     | sorda    | sonor    | aspir    | sorda    | sonor    | aspir    | sorda   | sonor   | aspir   | sorda | sonor | aspir | sorda        | sonor        | aspir        | sorda  | sonor  |        |
| --------- | -------- | -------- | -------- | -------- | -------- | -------- | ------- | ------- | ------- | ----- | ----- | ----- | ------------ | ------------ | ------------ | ------ | ------ | ------ |
| Nasal     |          | m̥        | m        |          | n̊        | n        |         | ɲ̊       | ɲ       |       |       |       |              |              |              |        |        |        |
| Nasal     | mʼ       | mʼ       | mʼ       | nʼ       | nʼ       | nʼ       | ɲʼ      | ɲʼ      | ɲʼ      |       |       |       |              |              |              |        |        |        |
| Oclusiva  | pʰ       | p        |          | tʰ       | t        |          |         |         |         | kʰ    | k     |       | kʷʰ          | kʷ           |              | ʔ      | ʔ      | ʔ      |
| Oclusiva  |          | pʼ       | ɓ        |          | tʼ       | ɗ        |         |         |         |       | kʼ    |       |              | kʼʷ          |              |        |        |        |
| Africada  |          |          |          | ʦʰ       | ʦ        | ʣ        | ʧʰ      | ʧ       |         |       |       |       |              |              |              |        |        |        |
| Africada  |          |          |          |          | ʦʼ       |          |         | ʧʼ      |         |       |       |       |              |              |              |        |        |        |
| Fricativa |          |          | β        | sʰ       | s        | z        |         | ʃ       | ʒ       |       |       | ɣ     |              |              |              | h      | h      | h      |
| Fricativa |          |          | sʼ       |          |          |          |         |         |         |       |       |       |              |              |              |        |        |        |
| Sonorante |          |          |          | ɾ        | ɾ        | ɾ        |         | j̥       | j       |       | w̥     | w     |              |              |              |        |        |        |
| Sonorante |          |          |          |          |          |          | jʼ      | jʼ      | jʼ      | wʼ    | wʼ    | wʼ    |              |              |              |        |        |        |

El signo /ʼ/ denota que se trata de consonantes eyectivas o glotalizadas.
En cuanto a las vocales el inventario es:
|          | orales  | orales    | orales   | nasales | nasales   | nasales |
| -------- | ------- | --------- | -------- | ------- | --------- | ------- |
| anterior | central | posterior | anterior | central | posterior |         |
| cerradas | i       | ɨ         | u        | ĩ       | ĩ         | ũ       |
| medias   | e       | ə         | o        | ẽ       | ã         | õ       |
| abiertas | ɛ       | a         | ɔ        | ẽ       | ã         | õ       |

### Escritura
Los españoles introdujeron el alfabeto latino, el cual fue utilizado para registrar una gran cantidad de palabras. La ortografía de mazahua usa dos diferentes grafías en las vocales: una barra para las vocales nasalizadas y uno grave para el saltillo.
Actualmente, existen dos convenciones diferentes que usan diferentes subconjuntos del alfabeto latino: la ortografía tradicional y la ortografía práctica de la SEP. La Secretaría de Educación Pública de México (SEP) es la institución que regula las reglas de la ortografía, y la que ha establecido un sistema de escritura práctico que se enseña en los programas de educación primaria bilingües en las comunidades indígenas. El siguiente cuadro recoge convenciones usadas en la ortografía mazahua y en la ortografía de las variantes para transcribir los diferentes fonemas:
| Fonemas  | /a, a:/   | /e, e:/   | /i, i:/ | /o, o:/   | /u, u:/   | /p/ | /t/ | /k/ | /kʷ/ | /ʔ/ | /ʦ/   | /ʧ/   | /t͡ɬ/  | /s/ | /ʃ/ | /l/ | /j/ | /w/ | /m/ | /n/ |
| Alfabeto | A a (Ⱥ ⱥ) | E e (Ɇ ɇ) | I i     | O o (Ø ø) | U u (Ꞹ ꞹ) | B b | D d | G g | K k  |     | Ts ts | Ch ch | Zh zh | S s | X x | L l | Y y | W w | M m | N n |

### Características literarias
El mazahua posee un reducido número de textos que nos aporten datos sobre sus características literarias, pero es posible encontrar algunos textos:
Ts'ik'etrjo nzhenchjꞹ  'pequeño cordero'
a ri b'ꞹb'ꞹba k'o nuts'k'e,  'ven, contigo juego'
ejedya jyos'ꞹ nrrenchjꞹ,  'y lame muy tierno'
kja nuin trroxdyzigo,  'mi pálido cuello'
jyezi k'ꞹra nrrorꞹ  'déjame que jale'
nuin xidyoge tonrꞹ,   'tu lana muy sueve,'
jyezi ra s'ꞹtr'ꞹ  'déjame besar'
nuin jmige nuna ø'ø   'tu pachoncita faz,'
na punkjꞹ mⱥjⱥ, xopꞹji nu ngoxti nu kjɇɇ nu ba sⱥjⱥ  'alegres, muy alegres; bienvenido el año'

### Gramática
El mazahua es una lengua muy próxima al otomí. Al igual que el otomí tiene artículo definido (nu- 'el, la') e indefinido  (na- 'un, una'), cuya forma en plural es común a ambos (yo- 'los, las, unos, unas'). Los nombres no distinguen normalmente singular de plural, aunque las formas poseíadas de los mismos pueden distinguir si el poseedor es singular o plural:
xin-ʣumwɨ 'mi casa, mis casas'
xin-ʣumwɨ-hi 'nuestra casa, nuestras casas'
En el verbo en cambio se distinguen tres números gramaticales: singular, plural y dual. Una forma verbal conjugada normalmente tiene la siguiente estructura:
| TIEMPO/MODO/ASPECTO + raíz + PERSONA + NÚMERO | TIEMPO/MODO/ASPECTO + raíz + PERSONA + NÚMERO | TIEMPO/MODO/ASPECTO + raíz + PERSONA + NÚMERO |
| --------------------------------------------- | --------------------------------------------- | --------------------------------------------- |
| ra-xi-ko-Ø                                    | (PRES-dormir-1ªPERS.-SING)                    | 'duermo'                                      |
| ra-xi-nu-Ø                                    | (PRES-dormir-3ªPERS.-SING)                    | 'duerme'                                      |
| ru-nyona-ko-hi                                | (PAS-comer-1ªPERS.-PLU)                       | 'Hemos comido'                                |
| ru-nyona-nu-Ø                                 | (PAS-comer-3ªPERS.-SING)                      | 'Ha comido'                                   |

Los nombres usan ampliamente los prefijos para la derivación:
(deverbativo de acción verbal) hɛʤɛ 'hilar' > tʰɛʤɛ 'huso'
(deverbativo de agente) biʒi 'música' > bɛbiʒi 'músico (persona)'

### Comparación léxica
El siguiente cuadro compara los numerales varias variedades de mazahua:
| GLOSA      | Mazahua    | Mazahua | Mazahua     | Mazahua | Mazahua           | Mazahua  | Mazahua            | proto- mazahua | proto- otomí | proto- matlazinca |
| GLOSA      | Siglo XVII | El Oro  | Atlacomulco | Yeche   | Francisco Serrato | Almoloya | S. Bart. del Llano | proto- mazahua | proto- otomí | proto- matlazinca |
| ---------- | ---------- | ------- | ----------- | ------- | ----------------- | -------- | ------------------ | -------------- | ------------ | ----------------- |
| 1          | daha       | daha    | nahĩ        | daha    | daa               | na       | na                 | *ndaha         | *ʔna         | *ndá              |
| 2          | yehe       | yehe    | yɛhɛ        | yehe    | yɛɛ               | yɛ       | yihɛ               | *ye-he         | *yó-hó       | *-nó              |
| 3          | eñhii      | niʔi    | nihi        | niʔi    | nii               | ni       | ñi                 | *niʔi          | *ʔñu         | *-yu/*-ʃu         |
| 4          | zioho      | ʣiyo    | ʣiyo        | ʣiyo    | ziho              | ʣiyo     | ʒiyo               | *ʣi-yo         | *góhó        | *kunhó            |
| 5          | zicha      | ʦiʧʔaha | ʦiʧa        | ʣiʧʔa   | ʦiʧa              | ʦiʧa     | ʧiʧa               | *ʦiʧʔa         | *kʔĭtʔa      | *kwi-tʔa          |
| 6          | nantto     | ñãnto   | ñãnto       | ñãnto   | ñãnto             | ñãnto    | ñãnto              | *ʔɾa-tó        | *(ʔ)ɾa-ntó   | *ndáh-ntó         |
| 7          | yencho     | yenʧo   | yenʧo       | yenʧo   | yenʧo             | yenʧo    | yenʧo              | *ye-nʧo        | *yo-tó       | *ñe-nto           |
| 8          | ñincho     | ninʧo   | yinʧo       | ñinʧo   | ninʧo             | ñinʧo    | ñinʧo              | *ni-nʧo        | *hñã-tó      | *ñe-kunhó         |
| 9          | zincho     | zinʧo   | ʣinʧo       | ʣinʧo   | (nuebe)           | (nuebe)  | zinʧo              | *ʣi-nʧo        | *gító        |                   |
| 10         | decha      | ʤeʦaha  | yeʧʔa       | yeʧʔa   | ʤeʧa              | yeʧa     | ʤeʧʔa              | *ye-ʧʔa        | *ʔɾɛtʔa      | *ndah-tʔa         |
| 'cabeza'   | ñi         | ñiʔi    | ñi          | nii     | ñi                | ñi       | ñi                 | *niʔ           | *ñá (<*yã)   | *nu               |
| 'ojo'      | cho        | ndoo    | ʧo          | ʒoo     | ʒoo               | ɾo       | ʧo                 | *nto           | *dɔ          | *nta              |
| 'oreja'    | zo         | nzõõ    | to          | ʣõõ     |                   | gõ       | ʧõ                 |                | *gũ          |                   |
| 'mano'     | ye         | ʤeʔe    | bwiʤe       | yee     | ʤeʔe              | ye       | ye                 | *yeʔ           | *ʔyé         | *yé               |
| 'pie'      | hua        | gwaʔa   | kwa         | kwaa    | gwaʔa             | kwa      | kwa                | *kwa           | *gwá         | *mo               |
| 'sangre'   | qhi, çi    | kʔiʔi   |             | kʔiʔi   | tsii              | kʔi      | tsi                | *kʔi           | *khí         | *ʧíhya            |
| 'maíz'     | cho        | jeʧo    | dɛʧo        | jeʧo    | dɛʧo              | ɾdɛʧo    | dɛʧo               | *deʧo          | *dethã       | *datʔwi           |
| 'chile'    | y          | iʔi     | i           | ʔi      | ʔiʔi              | ʔi       | ʔi                 | *ʔi            | *ʔí          | *himí             |
| 'sal'      | o          |         | ʔu          | ʔõʔõ    | ʔõ                | ʔõ       | hõ                 | *ʔõ            | *ʔũ          | *tʔusi            |
| 'carne'    | gues, zee  | ngɛ     | ngɛh-ɛ      | nzɛɛ    | ngɛɛ              | ngɛ      | ngɛ                | *n-ge          | *n-gí        | *ríní             |
| 'caballo   | paɾe       | pʔaɾi   | pʔaɾi       | pʔaɾi   | pʔaɾi             | pʔaɾi    | pʔani              | *phari         | *phani       |                   |
| 'tierra'   | homue      |         | homʔwĩ      | hõmʔwĩ  | hõmʔwĩ            | hõma     | hõma               | *homʔwĩ        | *hɔi         |                   |
| 'piedra'   | do         |         | ndo         | nɾo     | ɾoo               |          | mezo               | *ndo           | *dó          | *nto              |
| 'sol, luz' | yhaɾe      | yaɾi    | hyaɾi       | hyaɾi   | yaɾi              | hyaɾi    | yaɾi               | *hyaɾi         | *hyádi       | *yahbi            |
| 'cielo'    | ahezi      | hɛ̃se    | hɛ̃se        | hɛ̃nse   | hɛ̃ze              | hɛ̃nsi    | hɛ̃sɛ               |                |              |                   |
| 'agua'     | dehe       | dehe    | dehe        | dɛhɛ    | ɾɛɛ               | ɾɛ       | dɛhɛ               | *dehe          | *déhé        | *ntá-wi           |
| 'frío'     | ze         |         | sɛ          | sɛh-ɛ   | sɛɛ               | nsɛ      | sɛ                 | *se(e)         | *ʦɛ´         | *ʦé               |
| 'calor'    | pa         |         | pa          | pah-a   | pa                | pa       | pa                 | *pa            | *pa          | *pá-              |
| 'día'      | pa         |         | pa          | pa      | pa                | padya    | pa                 | *pa            | *pá          |                   |
| 'noche'    | xõmue      | ʃõmwũ   | ʃõmwĩ       | ʃõmwĩ   | ʃõmĩ              | ʃõmĩ     | ʃõmĩ               | *šõmwi         | *(n-)šũi     | *ʃũi              |
| 'año'      | chee       | kʔe     | kʔe         | kʔe     | kʔi               | kʔe      |                    | *kʔe-          | *kʔeya       | *kʔiʧi            |
| 'casa'     | zumue      | ʣu      | zumwĩ       | gumwĩ   | gumwĩ             | gumwĩ    | ʣumwĩ              | *gũ-mwĩ        | *n-gũ        | *báʔni            |
| 'mercado'  | chomue     | ʧõmĩ    | ʧõmwĩ       | ʒõmwi   | ʒomwĩ             | ʧõmĩ     | ʧõma               | *ʧomi          |              | *tetani           |
| 'mujer'    | chixu      | diʃu    | (bɛñi)      | ɾisĩ    | ɾiʃu              | ɾiʃõ     | dinʃõ              | *ndi-šu        | *(ši-)ʦu-    |                   |
| 'hombre'   | ondee      | bɛzo    | bɛzo        | bwɛzo   | bɛzo              | bɛzo     | bɛzo               | *wɛ-zo         |              |                   |

## Frases en mazahua[8]
¡Chjidya! ¡Mira! 
¡Mina zotsú! ¡Eres muy bella!
¡Ñanga, ya ndempa! ¡Levántate, ya es tarde! 
¿Dya gi nee na xedyi? ¿No quieres una tortilla? 
¿Dya gi nege ri maa? ¿Tú no quieres ir? 
¿Gi soo tjimi? ¿Tienes hambre?
¿Jango ga chjüü? ¿Cómo se llama?
¿Jango gi jiasú? ¿Cómo amaneciste? 
¿Jango gi pärge? ¿Cómo sabes tú?